# Paectes roseovincta
Paectes roseovincta là một loài bướm đêm trong họ Noctuidae.